# Tetrastigma pseudocruciatum
Tetrastigma pseudocruciatum är en vinväxtart som beskrevs av Chao Luang Li. Tetrastigma pseudocruciatum ingår i släktet Tetrastigma och familjen vinväxter. Inga underarter finns listade i Catalogue of Life.